# Acanthopholis
Genre
Acanthopholis (« écailles épineuses ») est un genre éteint de dinosaures ornithischiens ankylosauriens, attribué historiquement à la famille des nodosauridés, et aujourd'hui considéré comme un nomen dubium. Ses restes ont été découverts dans le Crétacé inférieur d'Angleterre. Il mesurait entre 3 et 5,5 mètres de long.
Il a été nommé par Thomas Henry Huxley à la suite de la découverte d'ossements en 1867. Ce dinosaure vivait à côté des rivières et des forêts. Il possédait des épines sur le dos qui lui permettaient de se protéger des prédateurs, entre autres du genre Acrocanthosaurus.
Cependant, une revue de tous les restes fossiles d'Acanthopholis connus, réalisée par X. Pereda-Suberbiola et P. M. Barrett en 1999, concluent que tous les spécimens examinés sont à la fois un mélange d'os de dinosaures, dont certains appartiennent à des sauropodes et que les autres sont bien des restes d'ankylosauriens mais non diagnostiqués. Tous doivent donc être considérés comme des nomina dubia.
- Son nom signifie écailles épineuses
- Époque : Crétacé inférieur Aptien et Albien et supérieur Cénomanien (≃ -120 à -95 Ma)
- Taille : 5,5 m de long, 1,8 m de haut, 400 à 700 kg
- Habitat : Europe
- Régime alimentaire : herbivore.

## Galerie

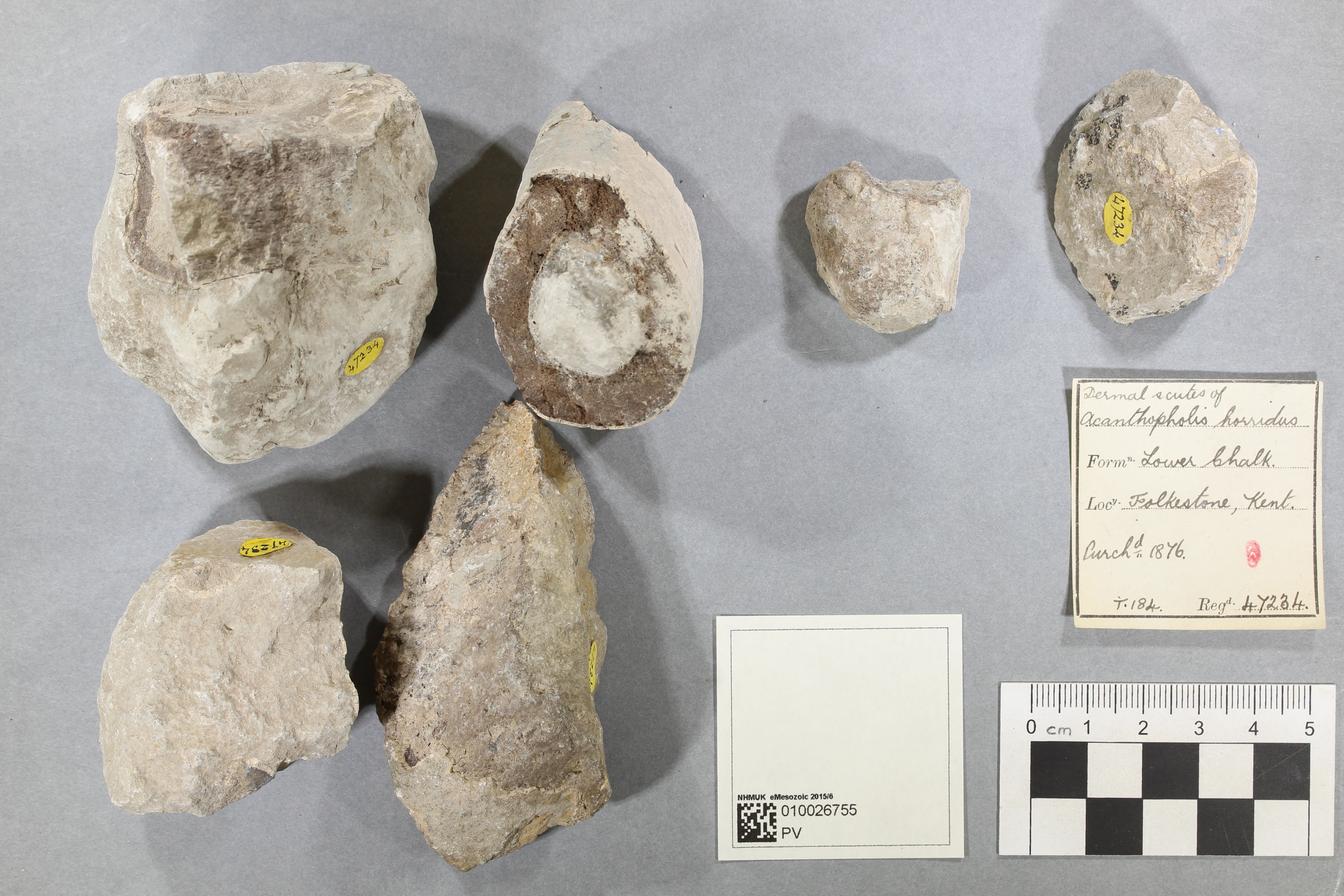
Écus cutanés assignés
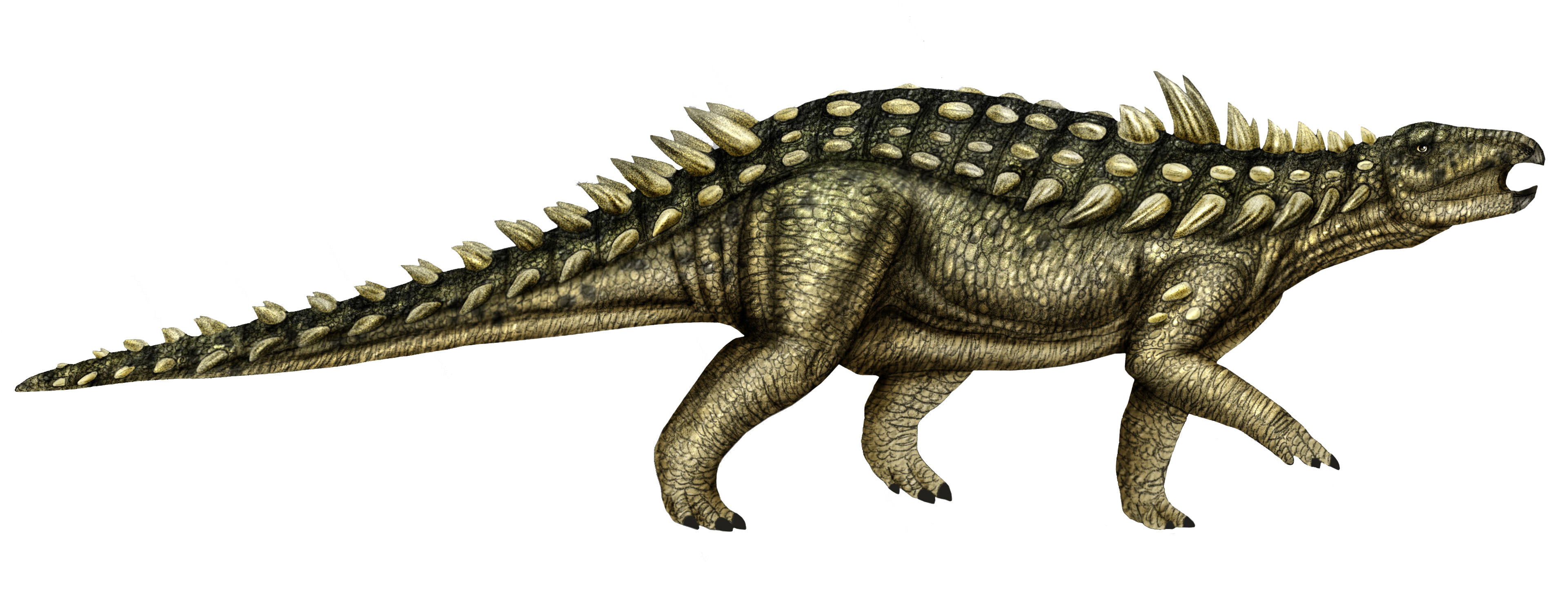
Acanthopholis

## Espèces
Selon Paleobiology Database (10 janvier 2016) :
- Acanthopholis horridus
- Acanthopholis stereocercus